# امتثال (علم نفس)

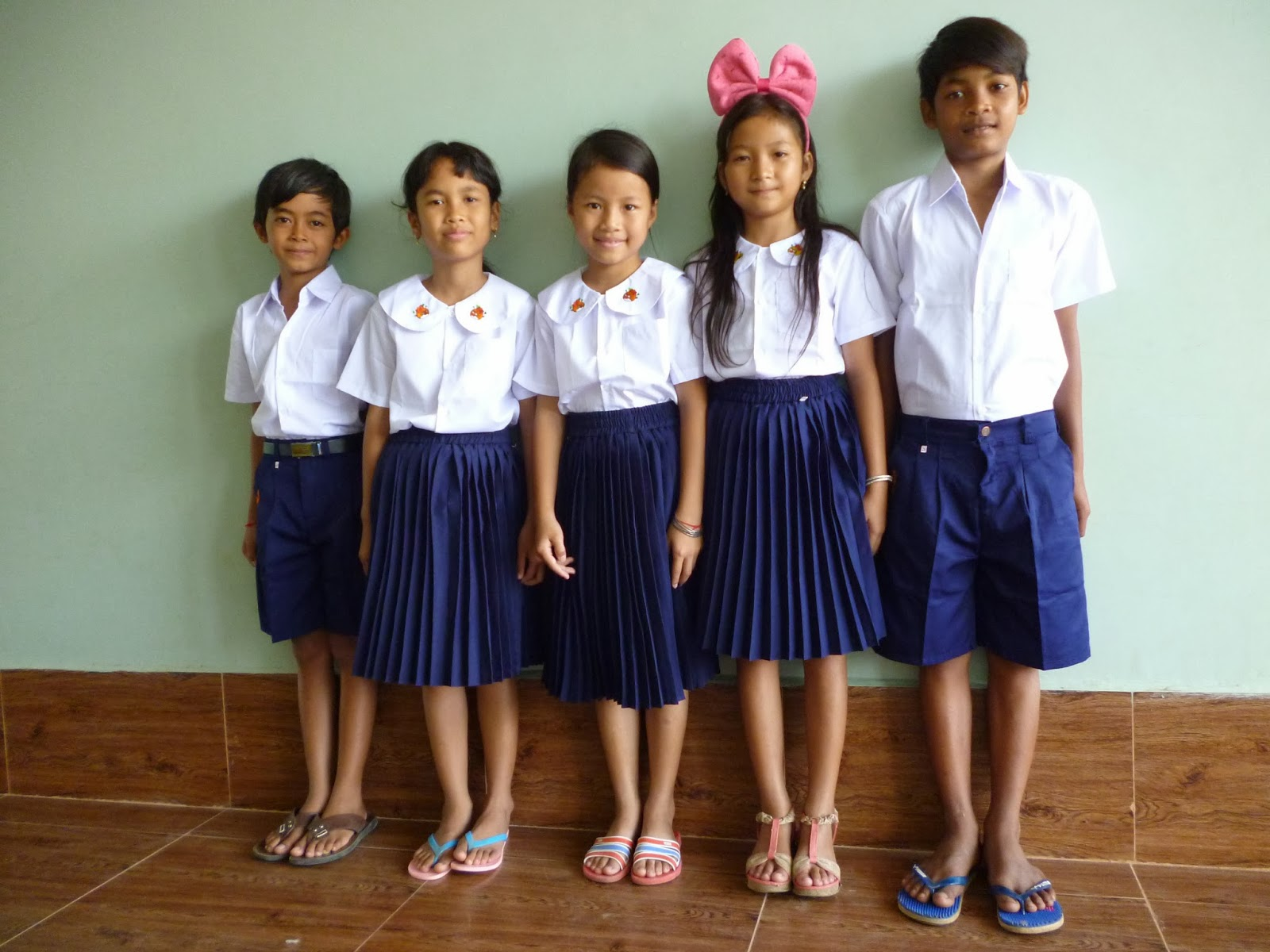

سلوك الامتثال أو الاتباعية أو الإمعية (بالإنجليزية: Conformity)‏ هو أن يرى الفرد بعض أفراد المجتمع يتصرفون خطأً في موقف ما، ثم يتبعهم بالرغم من تيقنه من خطأ موقفهم. وذلك مراده لعدم رغبته في مخالفة الأكثرية والشذوذ عنهم.
قعد لهذه النظرية بتجربة ناجحة عالم النفس الاجتماعي الأمريكي صلمون آش عام 1958م.
أصناف من المطابقة أو الامتثال:
1.الامتثال: المطابقة التي تنطوي على التصرف علنا بسبب الضغوط الاجتماعية في حين أن الاختلاف يكون في الرأي الخاص.
2.الطاعة: العمل بما يتوافق مع الأمر المباشر.
3.القبول: المطابقة التي تنطوي على كل من التمثيل والاعتقاد من خلال الضغط الاجتماعي.